# Dvojměstí

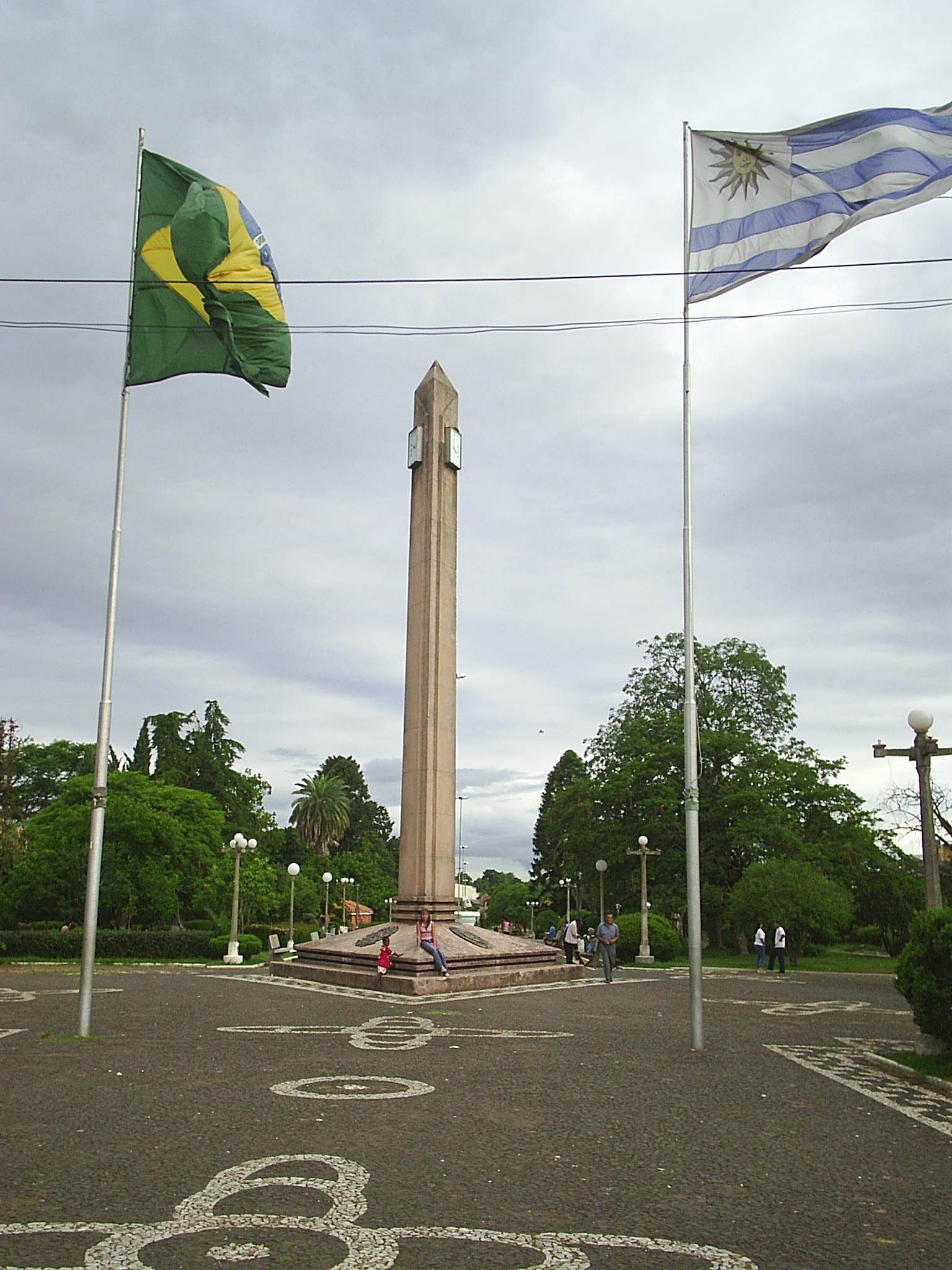
Dvojměstí

Dvojměstí je konurbace (souměstí) spojující dvě sídla.

## Příklady
Typickým příkladem dvojměstí v Česku je Brandýs nad Labem-Stará Boleslav. I když byla původně samostatná města Brandýs nad Labem a Stará Boleslav administrativně spojena už v roce 1960, dosud nemají společné hlavní městské centrum. To je dáno zejména geografickými důvody, obě města jsou spojena pouze mostem přes Labe.
Také obec Sedlec-Prčice vznikla sloučením dvou historických obcí Sedlce a Prčice.
Dvojměstím je i Frýdek-Místek, které je zajímavé tím, že každé z původních měst se nachází v jiné historické zemi - Frýdek ve Slezsku a Místek na Moravě.
Jako dvojměstí lze chápat také některá města, jejichž současný úplný název tvoří jen název jednoho z původních měst. Typickým příkladem je Děčín, což je dvojměstí původně samostatných měst Děčín a Podmokly.

## Hraniční dvojměstí
Hraniční dvojměstí tvoří města rozdělená státní hranicí mezi dvěma nebo i více státy, která jimi prochází. Mnoho těchto měst vznikla jako důsledek historického vývoje, respektive geograficko a mocensko-politických rozhodnutí apod. V některých případech byla města spojena (z politických důvodů uměle vytvořené dvojměstí Berlín – Západní Berlín).

### Příklady hraničních dvojměstí
Příhraniční dvojměstí často tvoří hraniční přechod.
Česko / Německo
- Železná Ruda – Bayerisch Eisenstein
- Loučná pod Klínovcem – Oberwiesenthal
- Vejprty – Bärenstein (Krušné hory)
- Cínovec (Dubí) – Zinnwald-Georgenfeld
- Dolní Poustevna – Sebnitz
- Jiříkov – Ebersbach-Neugersdorf
- Rumburk – Seifhennersdorf – Varnsdorf – Großschönau

Česko / Polsko
- Český Těšín – Cieszyn

Slovensko / Maďarsko
- Komárno – Komárom
- Štúrovo – Esztergom

Polsko / Německo
- Zgorzelec – Görlitz
- Łęknica – Bad Muskau/Mužakow
- Gubin – Guben

Slovinsko / Rakousko
- Gornja Radgona – Bad Radkersburg

Slovinsko / Itálie
- Nova Gorica / Gorizia

Itálie / Rakousko
- Brennero – Brenner

Španělsko / Francie
- Irun/Hondarribia – Hendaye

USA / Mexiko
- Chula Vista – Tijuana
- Calexico (Kalifornie) – Mexicali
- San Luis (Arizona) – San Luis Río Colorado
- Nogales (Arizona) – Heroica Nogales
- El Paso – Ciudad Juárez
- Douglas (Texas) – Agua Prieta
- Laredo (Texas, ) – Nuevo Laredo (Mexiko)
- Brownsville (Texas) – Matamoros (Mexiko)
- Hidalgo (Texas) – Reynosa
- Eagle Pass – Piedras Negras
- Presidio – Ojinaga